# Кунц, Жулио
Жу́лио Кунц Фильо (порт.-браз. Júlio Kuntz Filho; 3 сентября 1897, Нову-Амбургу — 19 августа 1938, Нову-Амбургу) — бразильский футболист, вратарь.

## Карьера
Кунц начал карьеру в клубе «Флориано» в 1917 году. Через год он перешёл в «Гремио» и провёл в этой команде 2 года. В 1920 году Кунц перешёл во «Фламенго», в составе которого дебютировал 4 апреля 1920 года в матче с «Бангу», завершившимся со счётом 0:0. В первый же сезон во «Фламенго» Кунц выиграл чемпионат штата Рио-де-Жанейро, Турнир Начала чемпионата Рио-де-Жанейро и Кубок клуба «Маккензи». На следующий год Кунц выиграл свой второй титул чемпиона штата, а также Кубок Ипиранга. В 1922 году Кунц победил в Турнире Инсинио и Кубке «Америка» Фабрил. В 1923 году Кунц покинул «Фламенго» и перешёл в «Паулистано», где выступал до 1925 года. Затем он некоторое время не играл, а затем вернулся во «Фламенго» и провёл за клуб два матча, в обоих из которых клуб проиграл со счётом 1:4.
За сборную Бразилии Кунц играл с 1920 по 1922 год. Он был участником трёх чемпионатов Южной Америки на которых провёл, в общей сложности, 9 матчей. В 1922 году Кунц выиграл со сборной чемпионат Южной Америки, проведя на турнире все 3 игры. 6 октября Кунц сыграл матч за сборную против Аргентины. Накануне матча аргентинская газета опубликовала рисунок, в которой игроки Бразилии были выставлены в виде обезьян. Из-за этого часть бразильских футболистов отказалась выходить на поле. В результате у сборной набралось только семь игроков. Матч решено было провести в формате семь-на-семь, из-за чего часть прессы не считает встречу официальной. Она завершилась победой Аргентины со счетом 3:1.

## Международная статистика
| Матчи Жулио Кунца за сборную Бразилии | Матчи Жулио Кунца за сборную Бразилии | Матчи Жулио Кунца за сборную Бразилии | Матчи Жулио Кунца за сборную Бразилии | Матчи Жулио Кунца за сборную Бразилии | Матчи Жулио Кунца за сборную Бразилии | Матчи Жулио Кунца за сборную Бразилии |
| ------------------------------------- | ------------------------------------- | ------------------------------------- | ------------------------------------- | ------------------------------------- | ------------------------------------- | ------------------------------------- |
| №                                     | Дата                                  | Место проведения                      | Оппонент                              | Счёт                                  | Голы                                  | Турнир                                |
| 1                                     | 11 сентября 1920                      | Винья-дель-Мар                        | Чили                                  | 1:0                                   | —                                     | Чемпионат Южной Америки               |
| 2                                     | 18 сентября 1920                      | Винья-дель-Мар                        | Уругвай                               | 0:6                                   | −6                                    | Чемпионат Южной Америки               |
| 3                                     | 25 сентября 1920                      | Винья-дель-Мар                        | Аргентина                             | 0:2                                   | −2                                    | Чемпионат Южной Америки               |
| 4                                     | 6 октября 1920                        | Буэнос-Айрес                          | Аргентина                             | 1:3                                   | −2                                    | Товарищеский матч                     |
| 5                                     | 2 октября 1921                        | Буэнос-Айрес                          | Аргентина                             | 0:1                                   | −1                                    | Чемпионат Южной Америки               |
| 6                                     | 12 октября 1921                       | Буэнос-Айрес                          | Парагвай                              | 3:0                                   | —                                     | Чемпионат Южной Америки               |
| 7                                     | 23 октября 1921                       | Буэнос-Айрес                          | Уругвай                               | 1:2                                   | −2                                    | Чемпионат Южной Америки               |
| 8                                     | 1 октября 1922                        | Рио-де-Жанейро                        | Уругвай                               | 0:0                                   | —                                     | Чемпионат Южной Америки               |
| 9                                     | 15 октября 1922                       | Рио-де-Жанейро                        | Аргентина                             | 2:0                                   | —                                     | Чемпионат Южной Америки               |
| 10                                    | 22 октября 1922                       | Рио-де-Жанейро                        | Парагвай                              | 3:0                                   | —                                     | Чемпионат Южной Америки               |

## Достижения
- Чемпион штата Рио-де-Жанейро: 1920, 1921
- Чемпион Турнира Инсинио: 1920, 1922
- Чемпион Южной Америки: 1922